# Simfonia núm. 1 (Nielsen)
La Simfonia núm. 1 en sol menor, op. 7, és la primera simfonia del compositor danès Carl Nielsen. Escrita entre 1891 i 1892, la va dedicar a la seva dona, Anne Marie Carl-Nielsen. L'estrena va ser el 14 de març de 1894, amb Johan Svendsen dirigint l'Orquestra Reial Danesa, amb el mateix Nielsen entre els segons violins. És una de les dues simfonies de Nielsen sense subtítol (l'altra és la Simfonia núm. 5).

## Origen i context
El primer pas de Nielsen en el terreny simfònic no fou, com sovint es creu, la seva Primera Simfonia. El 1888, Nielsen havia iniciat una simfonia en fa major, però només en completà el primer moviment. Aquest fragment inacabat es presentà amb el nom de Rapsòdia simfònica i es va interpretar per primera vegada en un Concert Popular a Copenhaguen el febrer de 1893. Aquesta peça breu revela un jove compositor ja immers en el llenguatge orquestral del seu temps. Lluny de ser un simple exercici, la rapsòdia evidencia una assimilació sòlida de models com Brahms i Dvořák, però també deixa entreveure trets personals que prefiguren la seva evolució futura. «La meva peça va agradar i va ser un èxit, però el públic aparentment esperava que en vingués més, i per un cop tenien raó. L’obra no està pensada per funcionar sola», anotà Nielsen al seu diari, però va guardar la partitura al calaix.
No se sap amb certesa quan Nielsen va començar a compondre la seva primera simfonia, ja que només s’han trobat esbossos i apunts dispersos, però es creu que va ser cap al 1889 o 1890, mentre estudiava a Berlín. Algunes fonts apunten que Nielsen va començar a treballar en la Primera Simfonia el 1889, completant el primer moviment el 27 de setembre de 1889. Els estudiosos han trobat alguns elements d’aquells primers esbossos, com un motiu que apareix en el seu quartet en fa menor, estrenat el 1890 a Berlín, es van reutilitzar després en la simfonia en sol menor.
Crida l’atenció com la composició del Quartet de corda núm. 1 (1889) i Quartet de corda núm. 2 (1890), es troben molt propers en el temps a la de la Simfonia núm. 1, que Nielsen començà mentre viatjava per Europa entre 1890 i 1891, i que conclogué un cop instal·lat com a segon violí a l’Orquestra del Teatre Reial de Copenhaguen.
Tot i que el gener de 1891 Nielsen ja mencionava que treballava en un andante en re bemoll major per a la simfonia, sembla que el veritable procés compositiu no va arrencar fins després del seu retorn d’un viatge a l’estranger aquell mateix estiu de 1891.
L’any 1893, tot i que Nielsen encara no l’havia conclòs, Johan Svendsen es va comprometre a dirigir la nova obra la temporada següent. En aquell moment, havia descartat el segon tema de l’últim moviment, considerant-lo massa dèbil en comparació amb el primer. Malgrat haver hagut de passar vint dies a l’hospital a la tardor per problemes cardíacs durant la seva mudança a Frederiksgade, 5, al desembre Nielsen va completar la còpia definitiva dels tres primers moviments, mentre que la del quart moviment va quedar acabada a mitjans de gener de l’any següent. Segons les cartes a la seva dona, Nielsen va estar treballant en la simfonia fins al gener de 1894.

## Representacions
La Primera Simfonia de Nielsen es va representar per primera vegada el 14 de març de 1894 al Teatre Reial de Copenhaguen, sota la direcció de Svendsen, i amb Nielsen a la secció dels segons violins, com era habitual. L'audiència incloïa el rei, la reina i altres membres de la família reial, així com diversos músics escandinaus importants. Va ser un èxit aclaparador, amb un públic entusiasta. Tant el compositor com el director van ser cridats a l'escenari per saludar diverses vegades.
La simfonia es presentà en l'estrena juntament amb el Concert per a violí de Brahms, cosa que convidava inevitablement a la comparació. Tot i que el caràcter del discurs musical com el tractament orquestral revelen una clara influència brahmsiana, Nielsen s’allunyà de l’esperit clàssic del seu predecessor obrint i concloent la seva simfonia en una tonalitat diferent: un gest que Brahms difícilment hauria contemplat. El crític més elogiós fou Charles Kjerulf, de Politiken, que escrigué: «Una obra on ja despuntaven espurnes d’un talent fulgurant i que feia pressentir una tempesta de genialitat. Turbulenta i impetuosa en l’harmonia i les modulacions, però d’una innocència tan pura que semblava veure’s un infant jugant amb dinamita».
Després de l'estrena, Nielsen emprengué un viatge per terres alemanyes i austríaques amb l’esperança de fer circular la seva simfonia. A Viena aconseguí reunir-se amb Johannes Brahms, ja a les acaballes de la seva vida, i li entregà un exemplar de l’obra. Brahms no en digué res, i només anys després, a través d’un intermediari, li feu arribar un breu agraïment. Tot i l’escàs fruit aparent, Nielsen va poder dirigir la seva simfonia el 18 de març a Dresden. Tot i que l'èxit no va ser comparable a l'obtingut a Dinamarca, Nielsen va escriure: «Vaig gaudir molt dirigint-la i torno a trobar-hi tanta vida i moviment que, a parer meu, l’obra té realment una raó de ser per si mateixa. La forma concisa i el mode d’expressió precís, crec que alhora van sorprendre i agradar la gent aquí, i estic segur que una obra així podrà fer alguna cosa bona i obrir els ulls i les orelles a tot aquell excés alemany i pesant que es troba en els imitadors de Wagner».
La primera fita internacional va ser quan el director Max Pohle va programar la simfonia a Chemnitz la primavera de 1896. Si bé l’acollida no fou tan entusiasta com a Dinamarca, el pas per Alemanya consolidà la seva convicció en el seu llenguatge simfònic. Segons una carta a casa seva parlant sobre l'estrena alemanya, Nielsen estava molt satisfet amb la recepció de la seva simfonia: «La nit va anar realment bé... i vaig tenir molt d'èxit amb el públic, com potser sabràs pel telegrama que es va enviar a Hansen per al benefici dels diaris. Però no va ser el gran èxit que va ser a Copenhaguen. Després del primer moviment, forts aplaudiments; després de l'Andante, tants forts aplaudiments que vaig haver de sortir davant del públic tres o quatre vegades per saludar. Després del tercer moviment, tres vegades, i al final em van cridar amb molta energia després del Finale... de nou trobo que hi ha tanta vida i moviment en ella que penso que la peça realment té alguna espurna».
A la tardor del 1906, la Simfònica de Chicago, dirigida per Frederick Stock, la va interpretar amb èxit.
L’obra va quedar gairebé oblidada amb una única execució a Copenhaguen el 1908 dirigida per ell mateix. No va ser fins al 16 de novembre de 1910 quan Wilhelm Stenhammar la va programar amb l’Orquestra Simfònica de Göteborg. Aquell mateix dia, Nielsen li va enviar una carta: «Permeti’m agrair-li sincerament l’interès per aquesta obra, que és molt antiga dins la meva producció, però que sempre ha estat molt a prop del meu cor, perquè és molt personal; sí, de fet massa personal per a una simfonia».

## Recepció
Carl Nielsen, encara jove, en deixà constància amb satisfacció al seu diari. L’endemà, Charles Kjerulf en destacava a Politiken l’impacte profund, amb una crítica que combinava entusiasme, lirisme i una admiració clara pel talent emergent del compositor.

## Estructura
La simfonia està escrita en els quatre moviments estàndard:
1. Allegro orgoglioso

La simfonia comença amb un impactant acord de do major en fortissimo, que dona pas immediatament a l'enèrgic tema principal estructurat segons la forma sonata i escrit en sol menor, la tonalitat declarada de l’obra.[6] Després la música es transforma ràpidament en un passatge pastoral, on els instruments de vent de fusta i un acompanyament suau de les cordes creen una atmosfera serena. Progressivament, apareix el segon tema, que inesperadament és en re♭ major. A través d’una sèrie de modulacions subtils, Nielsen arriba finalment a la tonalitat de si♭ major, la relativa esperada. Aquesta transició tonal, tractada amb molta sensibilitat, és una mostra clara de l'estil de Nielsen. L’exposició es repeteix i dona pas a un desenvolupament que, tot i començar amb una textura lleugera, creix en intensitat fins a assolir un clímax que amplia l’abast emocional del moviment. Arrenca la reexposició amb un moment culminant que reinterpreta l’exposició amb modificacions delicades però significatives. La coda (Allegro molto) intensifica progressivament la tensió, utilitzant un procediment que Nielsen empraria sovint més endavant: una acceleració del ritme acompanyada d’una energia creixent sostinguda sobre una nota fixa al baix.[9]
2. Andante

L’Andante s’obre en sol major amb una expressivitat càlida però allunyada de qualsevol excés emocional. Al final del primer fragment musical apareix una figura de cadència amb ritme de tresets que, de seguida, dona pas a un canvi de tonalitat cap a sol menor. La secció central del moviment, d’una gran amplitud i força, conserva sempre el rastre del seu origen. Quan el tema inicial torna, el ritme de tresets persisteix, però el teixit musical es presenta molt més elaborat.[9]
3. Allegro comodo — Andante sostenuto — Tempo I

El tercer moviment (en mi bemoll major i en compàs de 6/4) no és un scherzo i trio convencional, tot i que a primera vista ho pugui semblar. La part més lenta, similar a un trio i protagonitzada pel metall, sorgeix del clímax anterior i no simplement es torna a la secció principal, sinó que després es desenvolupa i recapitula. Tonalment, també hi ha matisos: el trio i la coda tornen a explorar la tensió entre sol menor i do major, que és essencial en tota la simfonia.[9]
4. Finale. Allegro con fuoco

El Finale comença amb un acord únic de do major, però ràpidament domina el sol menor. Aquest moviment de forma sonata és intens i accentua el conflicte entre tonalitats, fent que la victòria final de do major sigui inevitable. Tot i les subtilitats, el resultat és energètic i impactant. Igual que en el primer i tercer moviments, l’exposició es repeteix; el segon tema s’introdueix amb un oboè i el característic interval de tercera menor. El desenvolupament se centra principalment en aquest segon tema i és especialment vigorós.[9]

Una actuació típica dura aproximadament 35 minuts.
Les melodies de la simfonia tenen un sabor danès característic i estan impregnades de l'estil personal de Nielsen. L'estudiós de Nielsen Robert Simpson descriu el debut simfònic del compositor com "probablement la primera simfonia més ben organitzada mai escrita per un jove de vint-i-set anys".
L'obra s'obre en sol menor i es tanca amb una emotiva peroració en do major. L'etiqueta de sol menor —i el seu relatiu major— resulta força enganyosa: la tonalitat de sol no serveix tant com a centre establert, sinó com a trampolí des del qual Nielsen desplega un discurs tonal inquiet, inestable i sorprenentment lliure per a un compositor tan jove. Aquesta tendència a allunyar-se de la tonalitat original a do major és la base de l'⁣estructura tonal de tota la simfonia, i mostra per primera vegada el dispositiu compositiu característic de Nielsen, la "tonalitat progressiva⁣". (Nielsen en un moment va pensar fins i tot a anomenar l'obra "Simfonia en do"). Simpson afirma "possiblement és la primera simfonia que acaba en una tonalitat diferent de la que ha començat". Aquest recurs l' utilitzaran posteriorment compositors com Mahler i Martinů.

## Instrumentació
- 3 flautes, 1 doblant amb flautí en el quart moviment
- 2 oboès
- 2 clarinets en si bemoll
- 2 fagots
- 4 trompes (1 i 2 en mi bemoll, sol i do baix; 3 i 4 en si bemoll i fa)
- 2 trompetes en mi bemoll i do
- 3 trombons (2 tenors, 1 baix)
- Timbales
- Cordes

## Música
L’obra reflecteix l’empremta de Schumann, referència habitual per als compositors de l’època, però també comparteix trets amb Berlioz —amb un començament que evoca l’Orgia dels bandolers de Harold en Italie—, la sensibilitat melòdica de Grieg i l’energia rítmica de Svendsen, un compositor noruec establert a Dinamarca, que a més va dirigir l’estrena el 1894. A la seva ressenya de l'estrena, Charles Kjerulf, el crític danès més influent del moment, va descriure la simfonia com «un nen jugant amb dinamita». Aquesta força es troba sobretot en el primer moviment, influït per Beethoven, mentre que el segon mostra una serenor pastoral i meravellada davant la bellesa del món.
La Primera Simfonia de Nielsen es caracteritza per una intensa concentració motívica, clarament influïda per la Cinquena Simfonia de Beethoven. En el seu diari, l'1 de novembre de 1890, Nielsen escrivia referint-se a la Cinquena: «He començat a memoritzar la do menor per poder-lo escriure de memòria; no sé si podré, però ho provaré. Com més s’estudia aquesta simfonia, més gran esdevé. Podria semblar que aquesta partitura ha vingut del cel!».
També a la Primera Simfonia s’hi poden percebre, en alguns moments, ecos d’una harmonia pròxima a la de Bruckner, potser no tant per una influència directa com pel curs natural que seguia el llenguatge harmònic europeu en els darrers anys del segle XIX.